# 春田美樹
春田 美樹（はるた みき、1924年2月2日 - 1995年2月2日）は、昭和の洋画家。漫画芸能家。本名は幹治。東京美術学校工芸科漆工部中退。

## 略歴
初めは日劇ミュージックホールで演出担当、旧帝国劇場で舞台『モルガンお雪』に越路吹雪や森繁久弥と出演、日劇ミュージックホールでは深沢七郎、ジプシーローズらと出演する芸能人であった。女優の絵を描いていたが、交通事故に遭い一転スペイン・アンダルシア地方のロンダに移り住み十数年暮らした、ヌエボ橋からの見えるアーモンドの花がまるで桜のように見え、祖国日本を思い出し、自分がロンダで生きた証として桜を植えたいと願う。しかしロンダの地は乾燥した断崖絶壁にある土地であり、桜は咲かないと思われた、1993年に横浜スペイン協会会長/横浜市南区区長下山貞明がその画家の願いを知り、桜の植樹を行う。植樹からわずか2年、桜を見ることなく春田美樹は病没したとされる。ロンダの闘牛場近くに 彼の「灯篭モニュメント」が現存し ”死ぬがために生を受け 生きるがために死す ”と記される。2013年にはサルスエラ（歌と舞踊と芝居が一体したスペインの伝統的な舞台芸術）『ロンダに咲いた桜Los Cerezos de Ronda』(原案：中村瑛子 脚本演出桜田ゆみ)として歌劇化された。

## 代表作品
- 「ニーニヤ アンダルーサ」
- 「コスタ デル ソル ミハスの午後」